# Periko Alonso
Miguel Ángel 'Periko' Alonso Oyarbide (sinh ngày 1 tháng 2 năm 1953) là một cựu cầu thủ bóng đá người Tây Ban Nha chơi ở vị trí tiền vệ và huấn luyện viên.
Trong sự nghiệp chuyên nghiệp của mình, ông chủ yếu chơi cho Real Sociedad (5 năm) và Barcelona (3 năm), chơi ở La Liga tổng cộng 273 trận và ghi 42 bàn thắng trong 10 mùa giải.
Là thành viên Đội tuyển Tây Ban Nha trong hai năm, Alonso đã đại diện cho đất nước tại World Cup 1982.

## Sự nghiệp cầu thủ
Sinh ra ở Tolosa, Gipuzkoa, Alonso thi đấu chuyên nghiệp cho Real Sociedad, FC Barcelona và CE Sabadell FC. Với câu lạc bộ đầu tiên Sociedad, ông là người đóng vai trò quan trọng trong 2 lần vô địch La Liga liên tiếp (trung bình 32 trận ghi 5 bàn thắng trong những mùa giải đó và không đá chính chỉ một lần), và thắng 19 trong số 20 trận cho đội tuyển Tây Ban Nha trong giai đoạn này; trận ra mắt của anh ấy diễn ra vào ngày 24 tháng 9 năm 1980 trong một trận đấu giao hữu với đội tuyển Hungary (2–2), ở Budapest.
Ở mùa giải La Liga 1982–83, sau khi giã từ đội tuyển quốc gia sau thất bại chiến dịch World Cup trên sân nhà, Alonso gia nhập Barcelona, và được sử dụng tương đối ít trong phần lớn thời gian thi đấu của mình. Ông đã vô địch giải đấu ở mùa giải La Liga 1984–85 nhưng chỉ xuất hiện hai lần, cuối cùng giải nghệ vào năm 1988 với người hàng xóm Barça là Sabadell, giúp câu lạc bộ thăng hạng từ Segunda División ở Segunda División 1985-86 và ghi 12 bàn thắng – thành tích tốt nhất trong sự nghiệp – ở mùa giải La Liga 1986-87 (mùa giải thứ 2 của ông ở đội), khi đội bóng nhỏ bé của Catalans xếp thứ 17 sau 34 trận đầu tiên, nhưng cuối cùng đã tránh được sự tụt hạng sau khi đứng thứ ba trong nhóm xuống hạng ở giai đoạn thứ hai.

### Bàn thắng quốc tế
| #  | Ngày              | Sân thi đấu               | Đối thủ | Tỷ số | Kết quả | Giải đấu |
| -- | ----------------- | ------------------------- | ------- | ----- | ------- | -------- |
| 1. | 18 tháng 11, 1981 | Stadion ŁKS, Łódź, Ba Lan | Ba Lan  | 2–3   | 2–3     | Giao hữu |

## Sự nghiệp huấn luyện
Alonso bắt đầu làm huấn luyện viên ngay sau khi nghỉ hưu, chủ yếu ở Xứ Basque. Năm 2000, sau quãng thời gian không thành công ở Hércules CF (giải hạng hai và xuống hạng), ông có cơ hội dẫn dắt Real Sociedad nhưng chỉ trụ được 10 trận, sau đó ông về hưu.

## Cuộc sống cá nhân
Các con trai của Alonso, Mikel và Xabi, cũng là cầu thủ bóng đá và là các tiền vệ. Cả hai đều nối bước cha mình khi đại diện cho Real Sociedad, và người em trai Xabi Alonso cũng chơi rất thành công cho Liverpool, Real Madrid, FC Bayern Munich và đội tuyển Tây Ban Nha.

## Danh hiệu
Real Sociedad
- La Liga: 1980–81, 1981–82

Barcelona
- La Liga: 1984–85
- Copa del Rey: 1982–83
- Supercopa de España: 1983
- Copa de la Liga: 1983